# Mock the Week
Mock the Week est une émission comique et satirique de télévision à panel britannique créée par Dan Patterson et Mark Leveson, qui avait également créé le jeu télévisé comique Whose Line Is It Anyway?. Les participants apportent des réponses à des sujets inattendus en ayant recours à l'improvisation, bien que certains comédiens aient accusé certains participant d'utiliser un script,. Elle est produite par la société de production indépendante Angst Productions et a fait ses débuts sur BBC Two le 5 juin 2005, avec pour musique d'ouverture News of the World de The Jam. Plusieurs invités différents ont participé à l'émission, certains étant présent plusieurs saisons en tant que panelliste permanent. Seuls le présentateur Dara Ó Briain et le comédien Hugh Dennis sont apparus dans chaque épisode depuis le début.
Les anciens épisodes sont diffusés sur Dave, ce qui est mentionné souvent dans l'émission.